# Öre
Öre je ukinjena stotinska enota švedske krone. V švedščini sta v nedoločni obliki ednina in množina enaki (öre), v določni obliki je edninska oblika öret, množinska pa örena. Ime izhaja iz latinske besede aureus, ki pomeni zlato in tako je bil poimenovan kovanec za 25 denariusov.
Po letu 1991 je v obtoku ostal izmed kovancev, majše vrednoszi od 1 krone, le kovanec za 50 örejev. 18. decembra 2008 je Švedska narodna banka (Sveriges Riksbank) izdala vladi priporočilo, da leta 2010 umakne iz obtoka kovance za 50 örejev. 25. marca 2009 so prenehali s kovanjem, 30. decembra 2010 pa je bil umaknjen iz obtoka.
V srednjem veku je bil öre švedska denarna enota, ki je ustrezala 1/8 marke, 3 örtugom ali 24, 36 oziroma 48 penningom, odvisno od območja. Kot enota za štetje se je uporabljal že v 11. stoletju, kovati pa so ga začeli leta 1522. Tovrstni öre je bil umaknjen leta 1776, leta 1855 pa so ga uvedli kot denarno enoto za 1/100 švedskega riksdalerja. Leta 1873 so riksdaler nadomestili s švedsko krono (v enaki vrednosti: 1 riksdaler je bil vreden 1 švedsko krono), öre pa je ostal kot poimenovanje za manjšo denarno enoto.